# Bergeronnette des ruisseaux
 (novembre 2019).
Si vous disposez d'ouvrages ou d'articles de référence ou si vous connaissez des sites web de qualité traitant du thème abordé ici, merci de compléter l'article en donnant les références utiles à sa vérifiabilité et en les liant à la section « Notes et références ».
Motacilla cinerea
Espèce
Statut de conservation UICN

 LC  : Préoccupation mineure
La Bergeronnette des ruisseaux (Motacilla cinerea) est une espèce de passereaux appartenant à la famille des Motacillidae, qui comme son nom l'indique, vit près des cours d'eau.
Comme toutes les bergeronnettes, la bergeronnette des ruisseaux hoche fortement la queue pour garder l'équilibre et a un vol onduleux.

## Description
La bergeronnette des ruisseaux peut mesurer environ 19 cm de longpour un poids d'environ 18g.

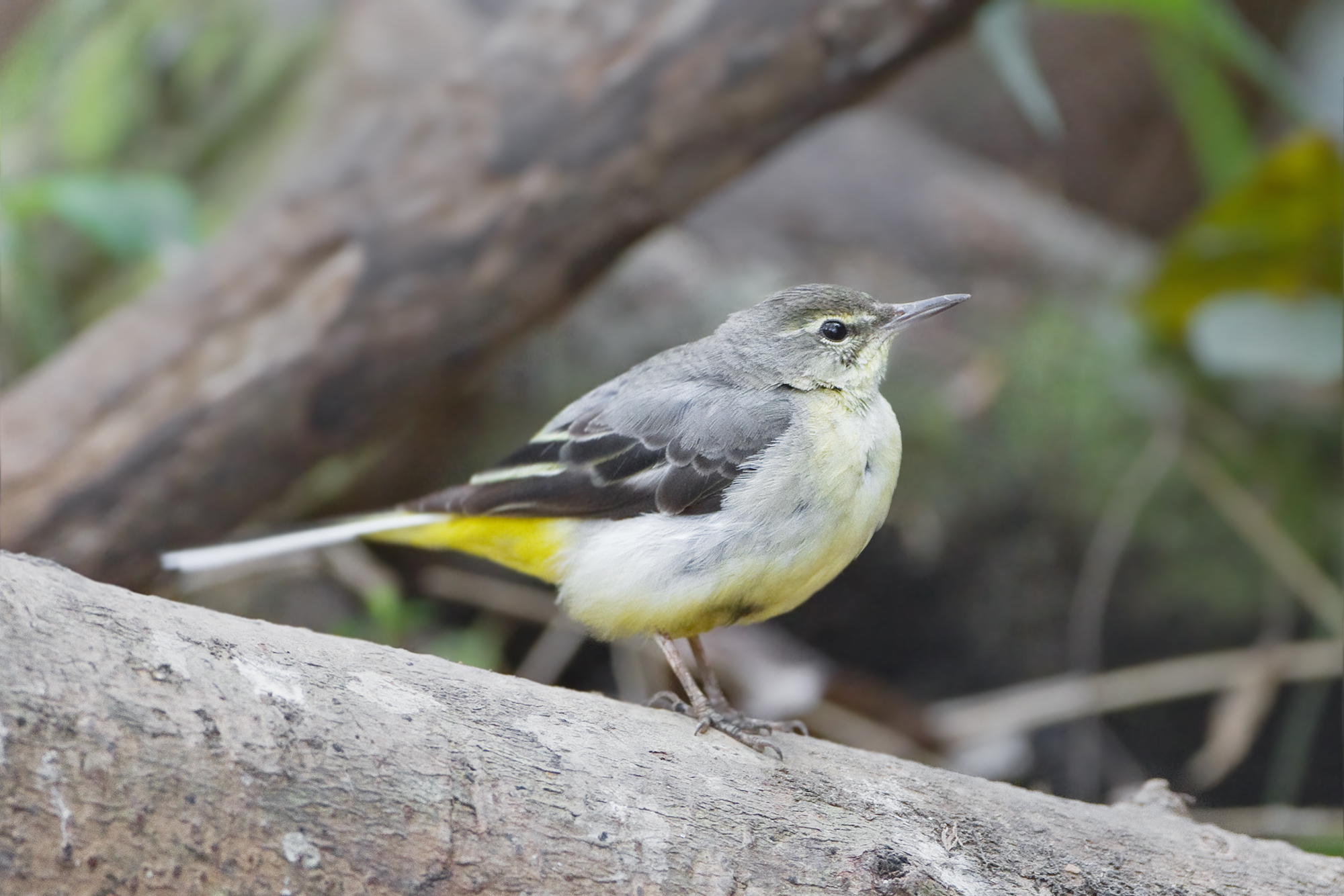
Bergeronnette des ruisseaux, parc national de Doi Pha Hom Pok, Thaïlande

Elle est reconnaissable à ses plumes jaunes (bord des ailes, ventre, queue...), son petit bec et à sa queue assez longue. Le plumage du mâle est constitué de jaune au niveau du ventre et une gorge noire et gris. La femelle quant à elle a le ventre plus blanc, avec tout de même un peu de jaune, et la gorge est plus ou moins marquée.
Un des critères de différenciation entre la bergeronnette des ruisseaux et la bergeronnette printanière est le manteau (haut du dos) gris pour la ruisseau et vert pour la printanière.

## Comportement

### Voix
Le cri de la bergeronnette des ruisseaux est un peu plus aigu que celui de la bergeronnette grise. Cri sec et métallique : « tsit », parfois doublé : « tsi-sit ». Chant sonore, varié, avec gazouillis, trilles.

### Alimentation
Chasse activement insectes et petits invertébrés dont de petits crustacés, en trottinant ou en voletant. Elle s'alimente essentiellement d'insectes et de libellules qu'elle attrape entre les rochers du cours d'eau
. 

### Reproduction

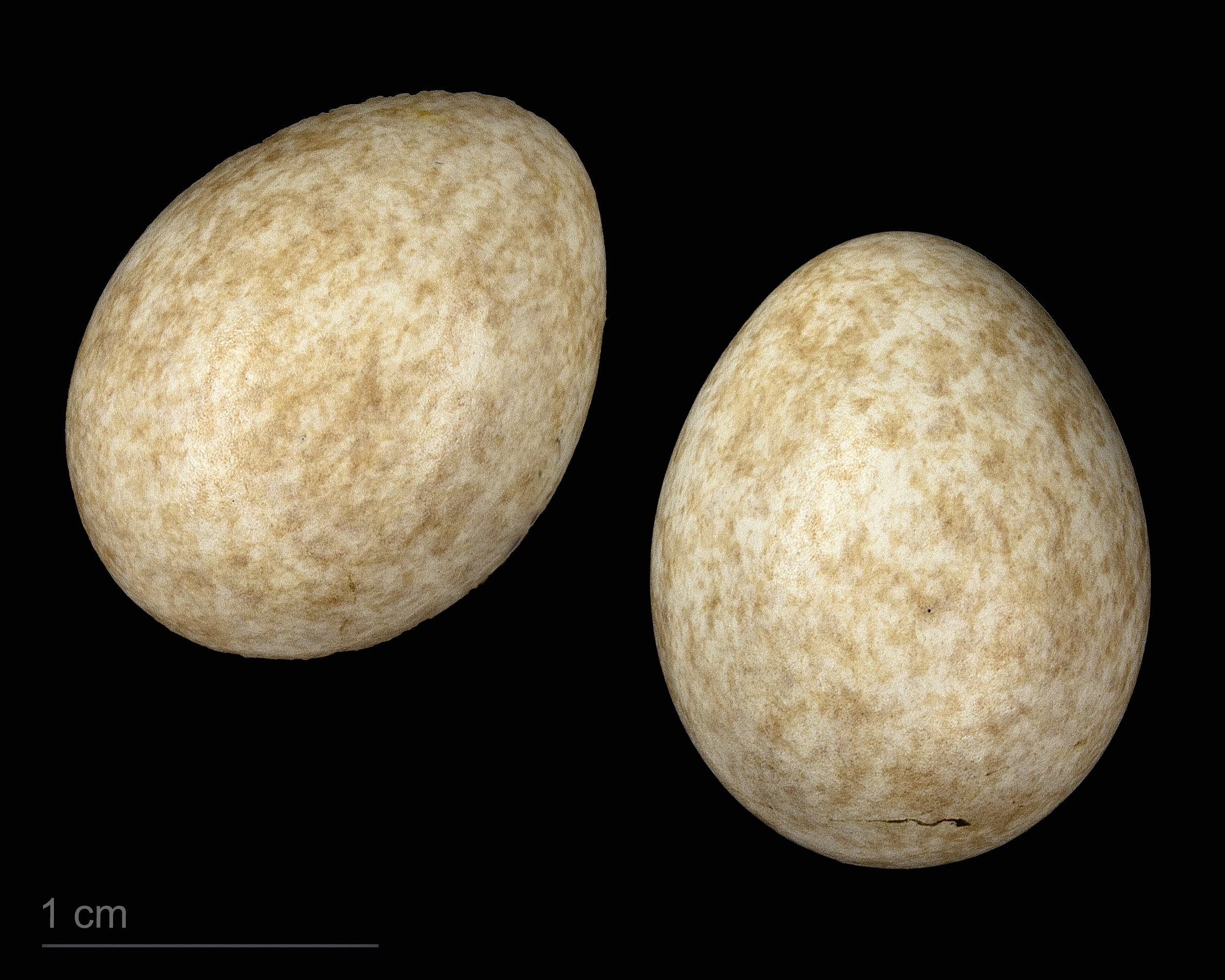
Motacilla cinerea canariensis - MHNT

La période de reproduction à lieu entre avril et aout . 
Lors de la parade nuptiale, le mâle monte en chandelle puis redescend, les ailes et la queue déployée, hérisse ensuite les plumes du croupion et bouge ses ailes pendantes. 
La femelle construit le nid en forme de coupe avec de l'herbe, de la mousse et des feuilles dans un trou de mur, une berge (sous des racines exposées), sous un pont, dans une fissure d'un rocher. 
Elle pond entre 4 et 6 œufs gris, marbrés de brun ou de gris foncé avec des traits sombres. Elle peut faire 2 pontes par an.

## Répartition et habitat

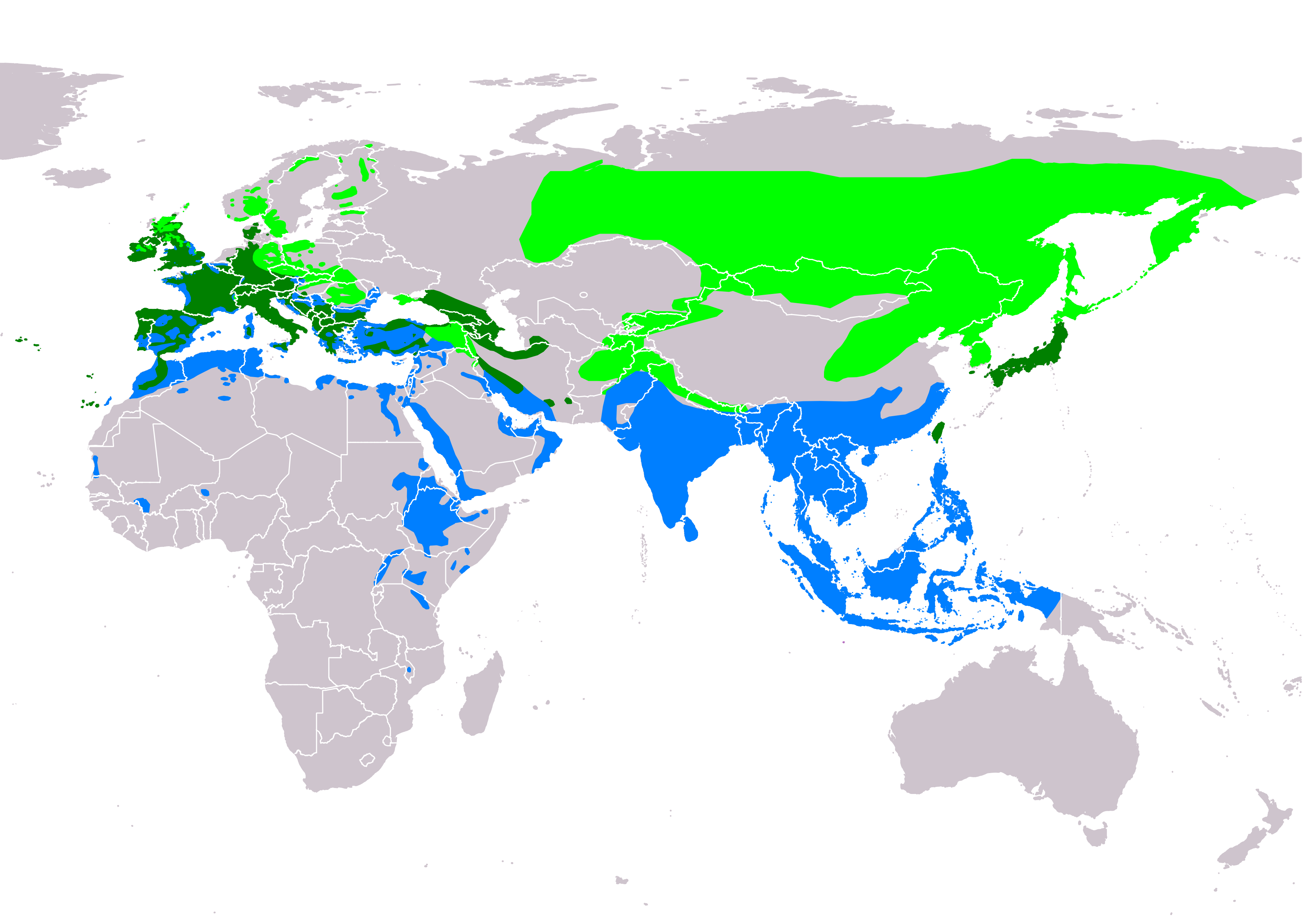
Aire de répartition de la bergeronnette des ruisseaux

### Habitat
La Bergeronnette des ruisseaux comme son nom l'indique vit à proximité des cours d'eau pour y trouver des insectes aquatiques. 

### Migration
Migratrice partielle diurne, elle quitte les sites de reproduction fin septembre et en octobre, pour hiverner dans les régions méditerranéennes. Certains individus poursuivent le voyage jusqu'en Afrique. Les retours on lieu du début du mois de mars jusqu'à la mi avril.

## Protection
La bergeronnette des ruisseaux bénéficie d'une protection totale sur le territoire français depuis l'arrêté ministériel du 17 avril 1981 relatif aux oiseaux protégés sur l'ensemble du territoire. Il est donc interdit de la détruire, la mutiler, la capturer ou l'enlever, de la perturber intentionnellement ou de la naturaliser, ainsi que de détruire ou enlever les œufs et les nids, et de détruire, altérer ou dégrader son milieu. Qu'elle soit vivante ou morte, il est aussi interdit de la transporter, colporter, de l'utiliser, de la détenir, de la vendre ou de l'acheter.
La liste rouge de l’UICN évalue son statut au niveau préoccupation mineure (LC).

## Galerie

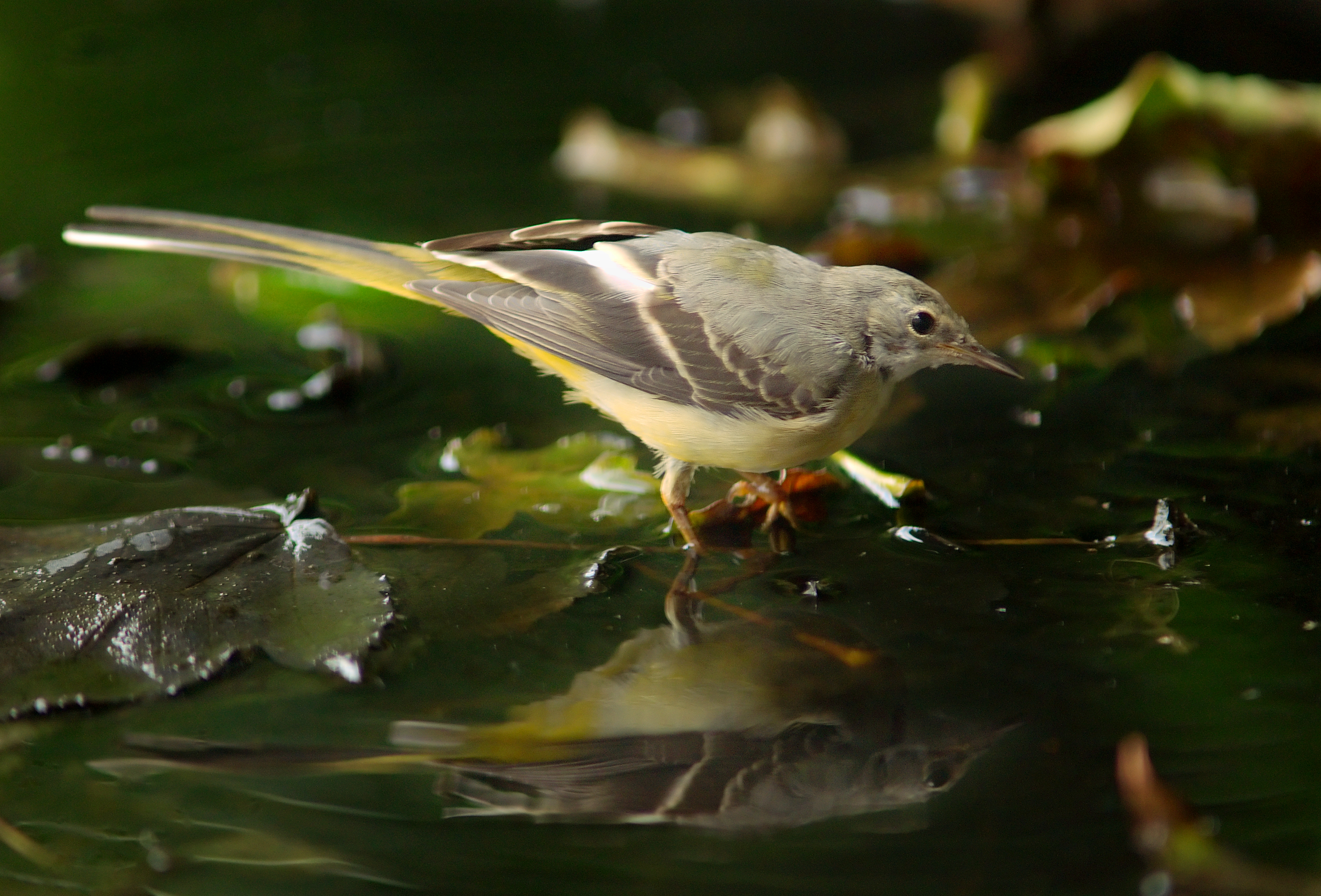
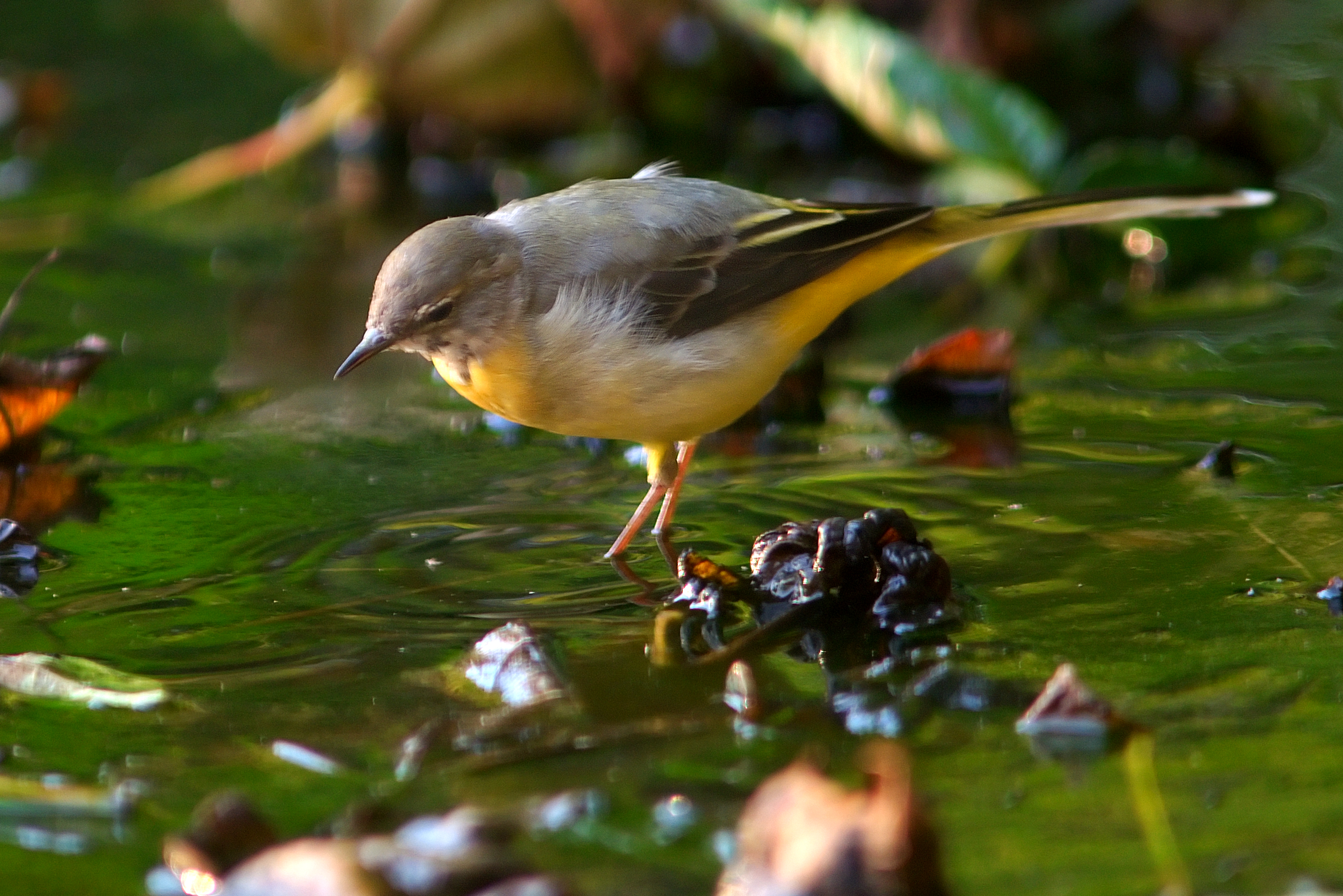
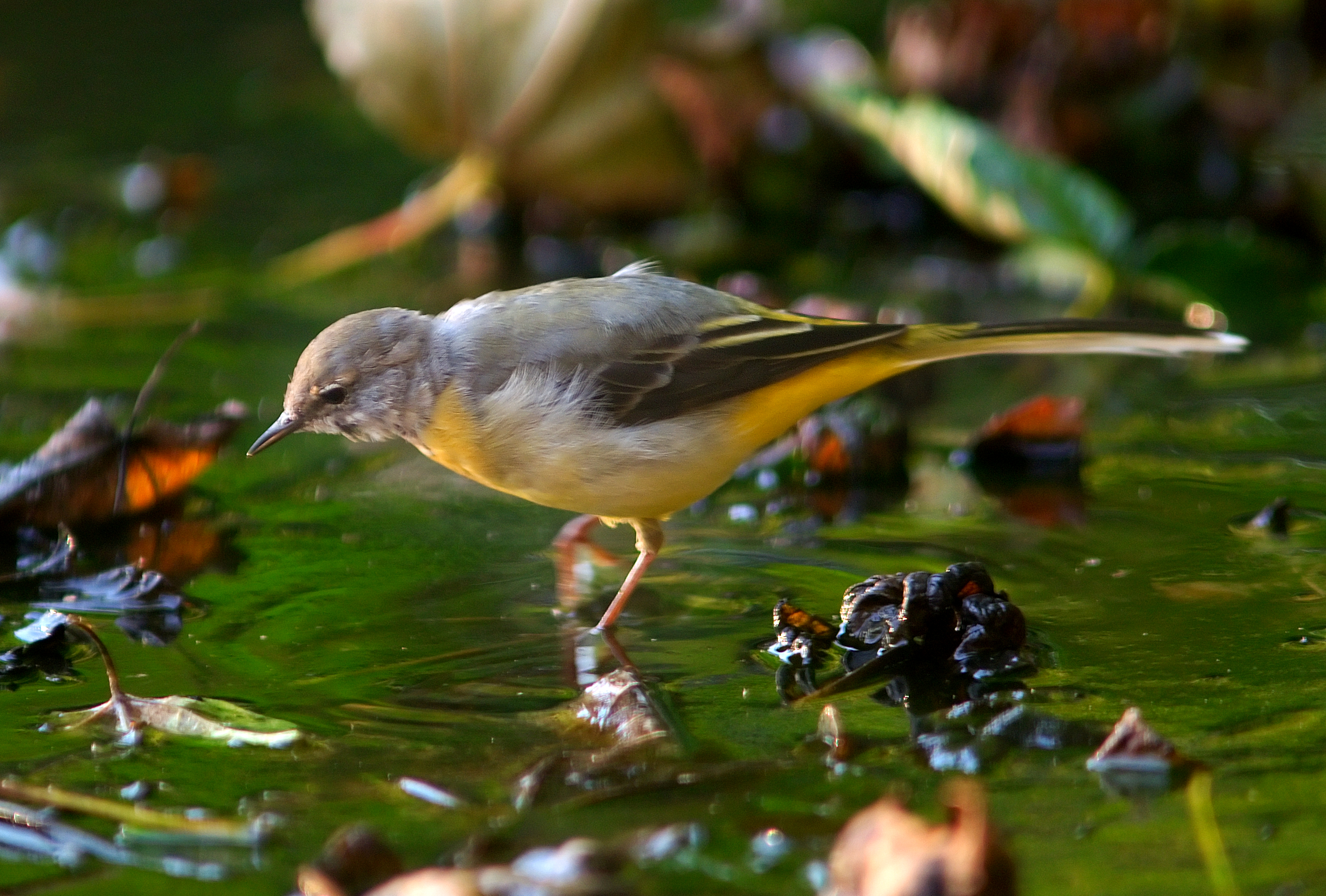